# ジョスリン・ベル・バーネル
スーザン・ジョスリン・ベル＝バーネル DBE FRS FRSE FRAS FInstP（英語: Susan Jocelyn Bell Burnell, 旧姓：Susan Jocelyn Bell, 1943年7月15日 - ）は、イギリスの天体物理学者である。アントニー・ヒューイッシュの下でパルサーを発見した。

## 略歴

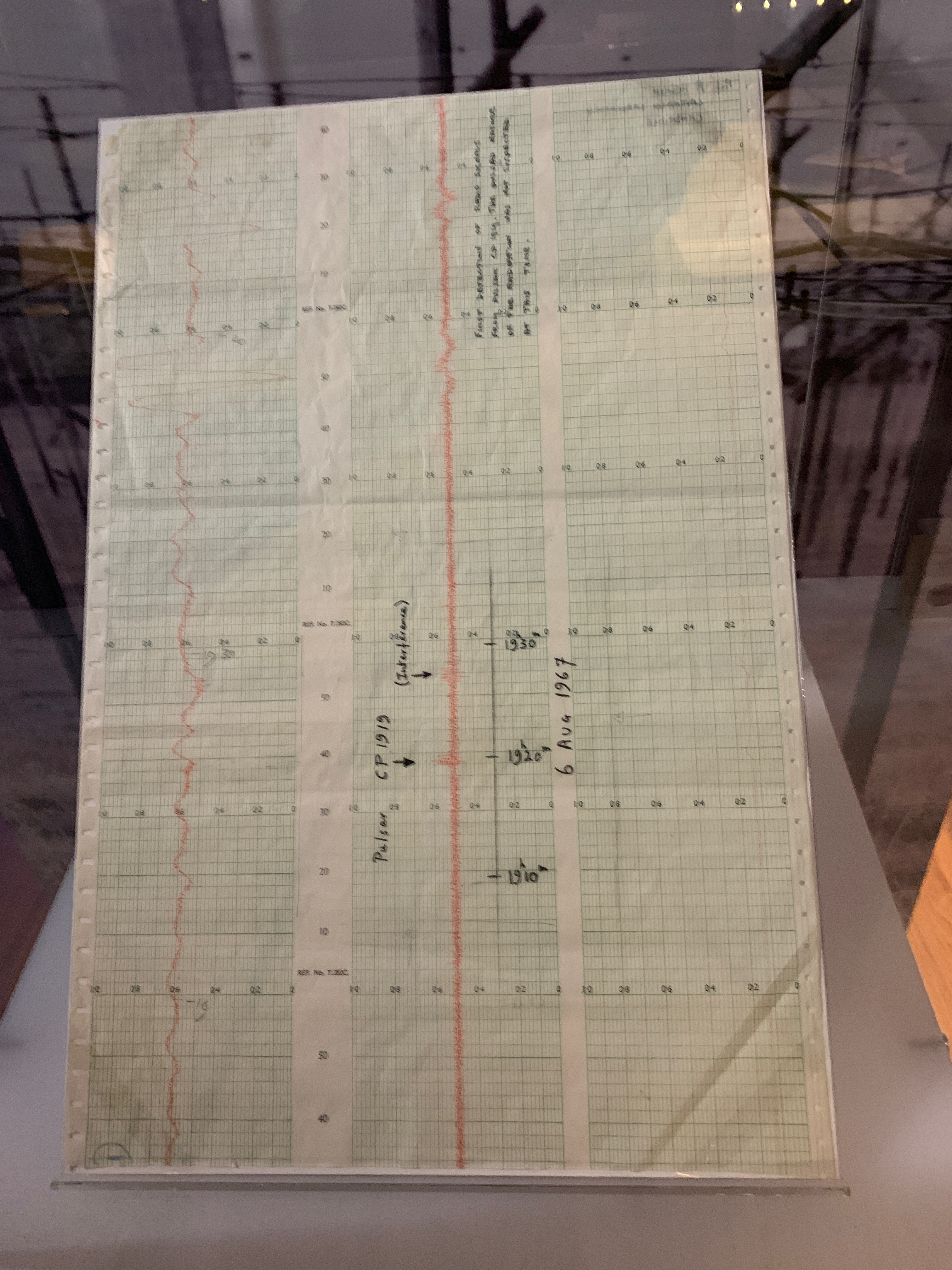
ベル・バーナルが初めてパルサーの信号を発見したデータ（ケンブリッジ大学図書館の展示）

北アイルランドのベルファストで建築家の娘として生まれた。
1965年グラスゴー大学理学士。1967年にケンブリッジ大学大学院生時代にヒューイッシュらとクエーサーの観測するための電波望遠鏡の観測データのなかに非常に早く規則的に変化する電波信号を見つけた。天文学的には異常に短い周期である電波の、宇宙人からの通信ではないかとも思われた電波源には「緑の小人 (Little Green Man)」を意味する「LGM-1」（現・PSR B1919+21）の名が与えられたが、後に高速で回転する中性子星「CP 1919」が電波源であることがわかった。
パルサー発見の論文は5人による共著で、ヒューイッシュが最初でベルが2番目だった。ヒューイッシュはマーティン・ライルとノーベル物理学賞を共同受賞したが、パルサーの信号に最初に気づいたベルは受賞できなかった。選から漏れたことに対して、フレッド・ホイル を含む多くの天文学者が異議を唱えた。なお、ライルとヒューイッシュの1974年度ノーベル物理学賞の受賞理由としてスウェーデン王立科学アカデミーは「電波天体物理学の先駆的研究」を挙げ、ライルに関しては「開口合成技術の開発」、ヒューイッシュに関しては「パルサーの発見における決定的役割」としている。
1969年にケンブリッジ大学でPh.D.を取得し、サザンプトン大学指導教員（1970年 - 1973年）、ロンドン大学ムラード宇宙科学研究所研究員（1974年 - 1982年）、エディンバラ王立天文台研究員（1982年 - 1991年）、オープン大学物理学講座教授（1991年 - 2001年）、プリンストン大学客員教授、バース大学理学部長 兼 教授（2001年 - 2004年）を務めた。
2002年から2004年までイギリス天文学会会長、2008年から2010年まで英国物理学会会長を歴任、2011年初めには後任のマーシャル・ストーンハム会長の急死を受け会長代行を務める。現在はオックスフォード大学客員教授 兼 マンスフィールド・カレッジフェローを務める。2003年王立協会フェロー選出。
1968年に結婚し1男を儲けるも、1993年に離婚。
BBCスコットランドはベル・バーネルに「20世紀科学界への最大の貢献をした」人物のひとりに列した。
ブレイクスルー財団より2018年の基礎物理学ブレイクスルー賞特別賞の授与が伝わると、ベル・バーネルは賞金230 万ポンドは全額を寄付し、女性や少数民族、難民の学生が物理学研究者になる道を開くよう、基金を設立して管理は英国物理学会の部署（英語）に託すと発表した。現在、「ベル・バーネル大学院奨学金基金」として運用されている。

## 受賞歴
- マイケルソンメダル（英語版）（フランクリン協会（英語版）：1973年、フィラデルフィア）ヒューイッシュと共同受賞[21][22]
- ロバート・オッペンハイマー記念賞（マイアミ大学  Center for Theoretical Studies：1978年）[23][24]
- ベアトリス・ティンズリー賞（アメリカ天文学会：1986年)[25]
- ハーシェル・メダル（王立天文学会：1989年）[26]
- ジャンスキー賞（アメリカ国立電波天文台：1995年）[27]
- マゼラン特別賞（英語版）（アメリカ哲学協会：2000年）[28][注 2]
- マイケル・ファラデー賞（王立協会：2010年）
- Grote Reber Medal（国際電波科学連合、イスタンブル大会：2011年）[29]
- ロイヤル・メダル（王立協会：2015年）[30]
- 年間女性賞（Prudential Lifetime Achievement Award：2015年）[31]
- 英国物理学会会長賞（英語版）（英国物理学会：2017年）[32]
- 基礎物理学ブレイクスルー賞特別賞（ブレイクスルー財団：2018年）[33]
- グランドメダル（フランス科学アカデミー：2018年）[34]
- 王立天文学会ゴールドメダル（王立天文学会：2021年）[35]
- コプリ・メダル（王立協会：2021年）
- カール・シュヴァルツシルト・メダル（ドイツ天文協会：2021年）
- ジュール・ジャンサン賞（フランス天文協会：2022年）
- リヒトマイヤー記念賞（アメリカ物理学教師協会：2023年）

## 栄誉
- ウィリアム&エルヴァ・ゴードン卓越助教授（アレシボ天文台：2006年）[36]
- 大英帝国勲章 受勲（2007）
- Lise-Meitner-Lecture 卓越助教授（ウィーン工科大学：2013年）[37][38]　招聘講座
- 第23回カッツェンシュテイン卓越助教授（コネチカット大学：2019年）[39] 招聘講座
- BBC100人の女性に選出（2014）
- 肖像画を王立協会本部のカールトン・ハウス・テラスに掲出して顕彰（王立協会：2020年）[40] 顕彰

## 科学アカデミー会員
- ロンドン王立協会フェロー（FRS：2003年）[41]
- 王立アイルランドアカデミー・フェロー(2012)
- アメリカ哲学協会会員(2016)
- アメリカ芸術科学アカデミー会員(2018)
- エディンバラ王立協会フェロー（英語版）（FRSE：2004年）[42]
- アメリカ天文学会フェロー(2020)